# Vinînți, Pereiaslav-Hmelnițki
Vinînți (în ucraineană Вінинці) este un sat în comuna Lețkî din raionul Pereiaslav-Hmelnițki, regiunea Kiev, Ucraina.

## Demografie
Componența lingvistică a localității Vinînți
     Ucraineană (97,88%)
     Rusă (1,88%)
Conform recensământului din 2001, majoritatea populației localității Vinînți era vorbitoare de ucraineană (97,88%), existând în minoritate și vorbitori de rusă (1,88%).